# Нојфелд (Дитмаршен)
Нојфелд (њем. Neufeld) општина је у њемачкој савезној држави Шлезвиг-Холштајн. Једно је од 115 општинских средишта округа Дитмаршен. Према процјени из 2010. у општини је живјело 642 становника. Посједује регионалну шифру (AGS) 1051076, NUTS (DEF05) и LOCODE (DE NEF) код.

## Географски и демографски подаци
Нојфелд се налази у савезној држави Шлезвиг-Холштајн у округу Дитмаршен. Општина се налази на надморској висини од 2 метра. Површина општине износи 10,4 km². У самом мјесту је, према процјени из 2010. године, живјело 642 становника. Просјечна густина становништва износи 62 становника/km².